# Fata babei și fata moșneagului
„Fata babei și fata moșneagului” este un basm scris de Ion Creangă, și publicat în 1 septembrie 1877, în revista Convorbiri literare.

## Poveste
În basm este vorba despre un moș și o babă care aveau două fete: una cuminte, a moșneagului, și alta obraznică și arțăgoasă, a babei. 
Într-o zi, fata blândă a fost alungată de acasă de către moș la porunca babei și a plecat în lume să își încerce norocul. Pe drum s-a întâlnit cu o fântânâ pe care a reparat-o, o cățelușă pe care a bandajat-o la lăbuță, un păr care era plin de viermi și pe care l-a curățit și un cuptor pe care l-a lipit. A ajuns la Sfânta Duminică, pentru care a muncit și astfel a putut să își aleagă un cufăr drept recunoștință. Ea l-a ales pe cel mai mic și a plecat acasă. Pe drum, cuptorul a servit-o cu plăcinte calde, părul i-a oferit fructe proaspete, fântâna -  apă limpede și cățelușa niște mărgele. 
Invidioasă pe succesul ei, fata obraznică a babei a plecat și ea pe același drum. S-a întâlnit cu fântâna, cu cățelușa, cu părul și cu cuptorul, dar nu le-a ajutat. Ajunsă și ea la Sfânta Duminică, a muncit foarte puțin, dar a luat și ea un cufăr - pe cel mai mare, pe care s-a chinuit să îl târască până acasă. Ajunsă și ea la casa părintească, și-a deschis cufărul și din el au sărit fel de fel de lighioane care au înghițit-o și pe ea, și pe babă. Fata moșului a deschis și ea micuțul cufăr, unde a găsit bani și bogății.

## Adaptări
Benzi desenate
- Fata babei și fata moșului (1986), de Pompiliu Dumitrescu, în Șoimii Patriei[1]
- Fata babei și fata moșneagului (2006) de Puiu Manu